# FK Milići
Fudbalski klub Milići (FK Milići; Milići; srpski ФК Милићи) je nogometni klub iz Milića, Republika Srpska, Bosna i Hercegovina. 
 
U sezoni 2018./19. klub se natječe u Regionalnoj ligi RS – Istok, ligi četvrtog stupnja nogometnog prvenstva Bosne i Hercegovine.

## O klubu
Klub je osnovan 1972. godine pod nazivom "Šesti avgust" (također često i kao "6. avgust"). Do 1992. godine klub se natjecao u Područnoj ligi Tuzla, Tuzlanska grupna liga, Međuopćinskoj ligi Tuzla, Regionalnoj ligi – Sjever, te ostalim ligama na tuzlanskom području. 
 
Kao posljedica rata u BiH, 1992. godine se osniva "Nogometni savez Republike Srpske" (FSRS), čiji član postaje i "Šesti avgust". 1993. godine dolazi do prmjene imena kluba u "Boksit". U sezoni 1995./96. se osniva Prva liga Republike Srpske, koju "Boksit" osvaja u sezonama 1995./96. i 1999./00. U sezoni 2002./03. "Boksit" odustaje na polusezoni zbog teške financijske situacije, refomira se pod nazivom FK "Milići", te se natječe pretežno u Drugoj ligi RS i Regionalnoj ligi RS.

## Uspjesi
- Prva nogometna liga Republike Srpske 
  - prvak: 1995./96., 1999./2000.
- Treća liga RS – SMB Bijeljina 
  - prvak: 2007./08.
- Područna liga RS – Birač 
  - prvak: 2014./15
- Tuzlanska grupna liga – Istok 
  - prvak: 1978./79., 1980./81., 1983./84.
- Kup Republike Srpske 
  - finalist: 1997./98., 2000./01.

## Unutrašnje poveznice
- Milići

## Vanjske poveznice
- FK Milići, facebook stranica
- FK Milići, sportdc.net
- FK Milići, srbijasport.net
- Boksit Milici, foot.dk  Arhivirana inačica izvorne stranice od 19. siječnja 2022. (Wayback Machine)